# Santuario Ikuta
El santuario Ikuta (生田神社 Ikuta-jinja?) es un santuario sintoísta en Chūō-ku, parte de la ciudad de Kobe, en la prefectura de Hyōgo, Japón. Es posiblemente uno de los santuarios más antiguos del país.

## Etimología
El nombre actual de Kobe proviene de la palabra kanbe, que se refiere a la casa que protege a la deidad de Ikuta. De manera similar, Ikuta proviene de la palabra akuta, que significa un lugar lleno de vitalidad.

## Historia

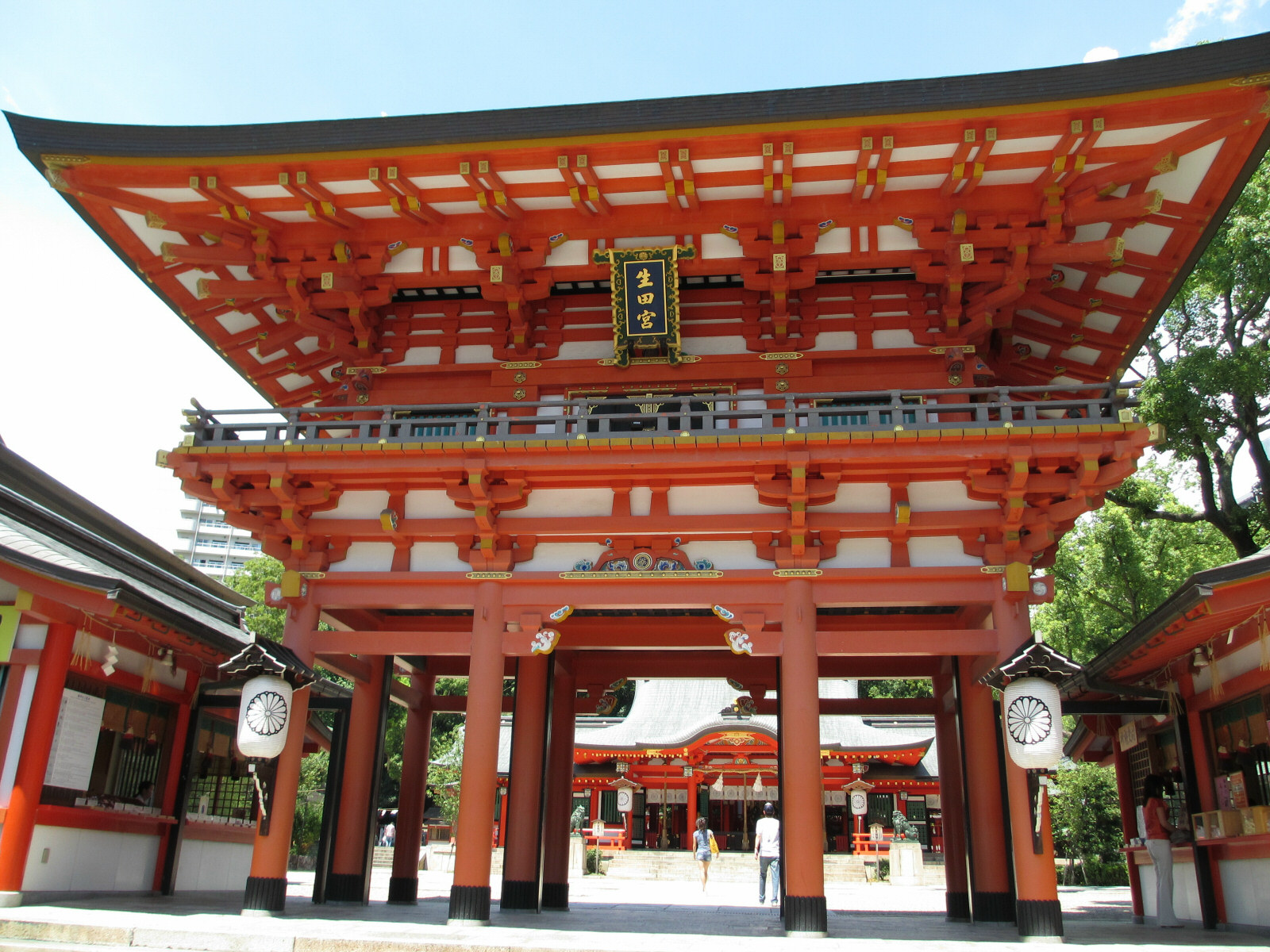
Romon (puerta principal) del santuario

Según el Nihon Shoki, fue fundado por la emperatriz Jingū a principios del siglo III para consagrar al kami Wakahiru-me. Fue uno de los tres santuarios establecidos en ese siglo; los otros son el santuario Hirota, dedicado a Amaterasu, y el santuario Nagata, dedicado a Kotoshiro-nushi (también conocido como Ebisu).

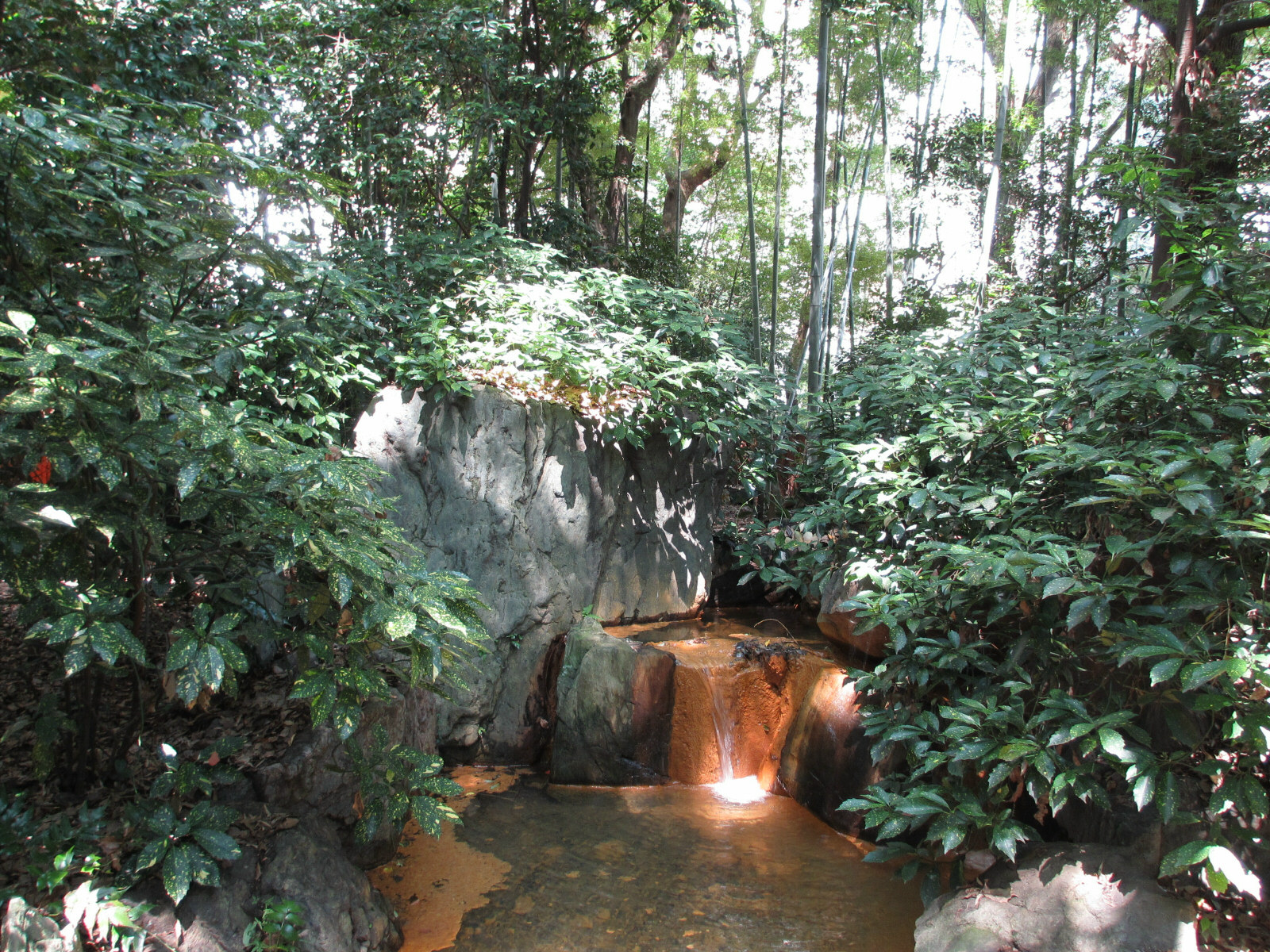
Bosque de los alrededores de Ikuta

Durante la Guerras Genpei, partes de la batalla de Ichi-no-Tani tuvieron lugar dentro y alrededor de este santuario, y se conmemoran con marcadores en el bosque de Ikuta detrás de sus edificios. En el siglo XVI, Ikeda Terumasa estableció un campamento cerca del santuario para arremeter contra el castillo Hanakuma durante su asedio. La tierra del santuario era mucho más grande en ese entonces, antes de que se construyera la ciudad de Kobe a su alrededor. Por lo tanto, las ubicaciones precisas de escaramuzas o eventos ya no se pueden conmemorar en la tierra del templo.
El santuario ha permanecido pese a las catástrofes que padeció: además de las batallas, sobrevivió a las inundaciones de 1938, hubo ataques aéreos sobre Kobe durante la Guerra Mundial y sufrió los daños causados por el gran terremoto de Hanshin en 1995.

## Deidad

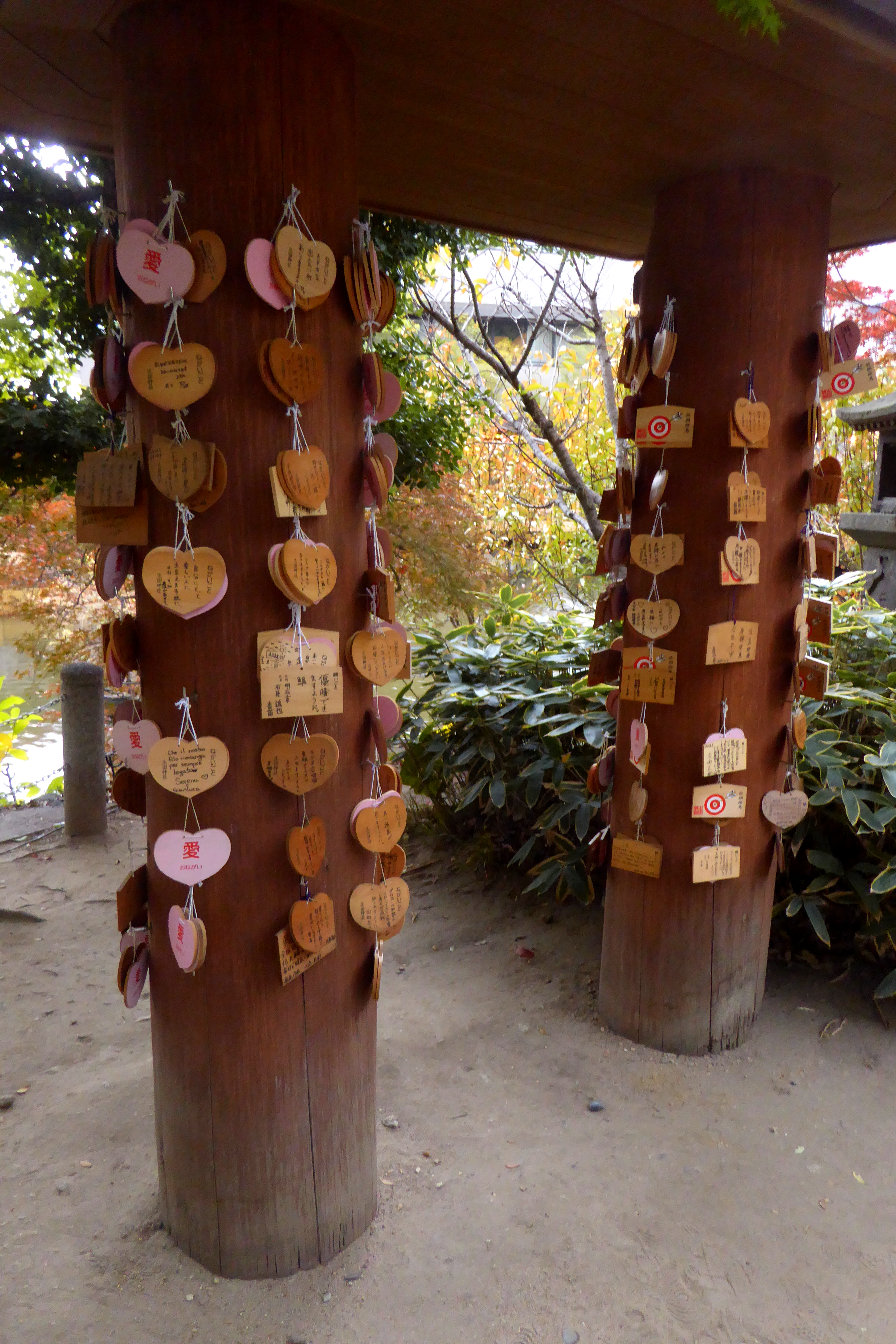
Amuletos del santuario

En el santuario se venera a Wakahiru-me, la diosa de la tela. Se la adora por crear y fortalecer las relaciones entre las personas, por lo que es común que las parejas acudan al santuario para conseguir suerte.

## Festivales y eventos
Actualmente, dos obras de teatro noh, Ebira e Ikuta Atsumori, que relatan aspectos de la Guerra Genpei, se realizan cerca del santuario Ikuta regularmente. Se llevan a cabo todos los años en el Festival de Otoño de Ikuta (秋 祭 り, Akimatsuri).